# Czerwony Sztandar (periodyk po polsku)
Czerwony Sztandar, Gazeta Codzienna Zarządu Politycznego Frontu Ukraińskiego – dziennik wydawany w języku polskim we Lwowie po agresji ZSRR na Polskę 17 września 1939 przez okupacyjne władze sowieckie. Pierwsze 10 numerów ukazało się w Tarnopolu od 5 października 1939 dziennik ukazywał się we Lwowie aż do agresji III Rzeszy na ZSRR 22 czerwca 1941 i zakończenia sowieckiej okupacji Lwowa. Ostatni (150) numer ukazał się 27 czerwca 1941.
Nakład wynosił 40 tys. egzemplarzy. Pismo było organem Lwowskiego Komitetu Obwodowego i Miejskiego Komunistycznej Partii (bolszewików) Ukrainy. Redaktorem naczelnym byli: Józef Mańkowski (w okresie tarnopolskim), J. Markiewicz (do 3 listopada 1939), ponownie Józef Mańkowski (do 22 kwietnia 1941), następnie Eugeniusz Radecki. Zastępcą redaktora naczelnego był Witold Kolski, sekretarzem redakcji Wiktor Grosz.

Swoje teksty zamieszczali na jego łamach: Wanda Wasilewska, Julian Stryjkowski, Leon Chwistek, Władysław Broniewski, Stanisław Jerzy Lec, Janina Broniewska, Lucjan Szenwald, Tadeusz Boy-Żeleński i inni. 

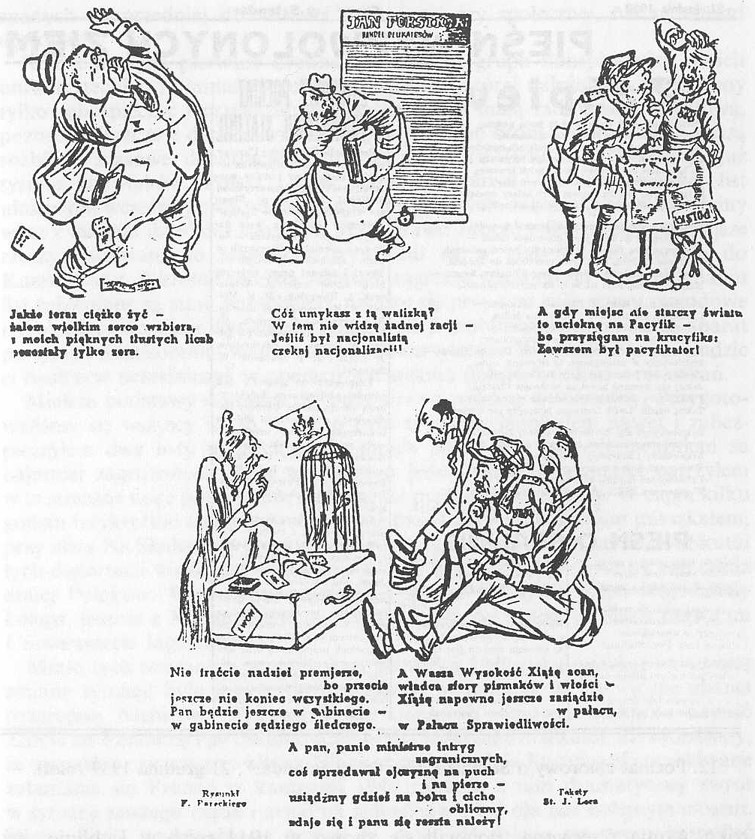
Rysunki satyryczne F. Pareckiego w „Czerwonym Sztandarze” z września 1940 (tekst: Stanisław Jerzy Lec)

W sierpniu 1940 Wszechzwiązkowy Komitet dla Spraw Szkół Wyższych zaprosił polskich uczonych z lwowskich uczelni do zwiedzenia Moskwy i jej placówek naukowych. Pod koniec września 1940 ukazywały się na łamach gazety na temat tej podróży teksty profesorów: Minkiewicza, Nowickiego, Bartla, Kulczyńskiego, Cieszyńskiego, Ochęduszki, Piłata, Rosłońskiego i Żeleńskiego. Spośród 18 uczestników wycieczki 7 profesorów zostało rozstrzelanych przez Einsatzkommando zur besonderen Verwendung 4 lipca 1941, po rozpoczęciu okupacji Lwowa przez III Rzeszę.